# ヤコブ・ユイスマンス

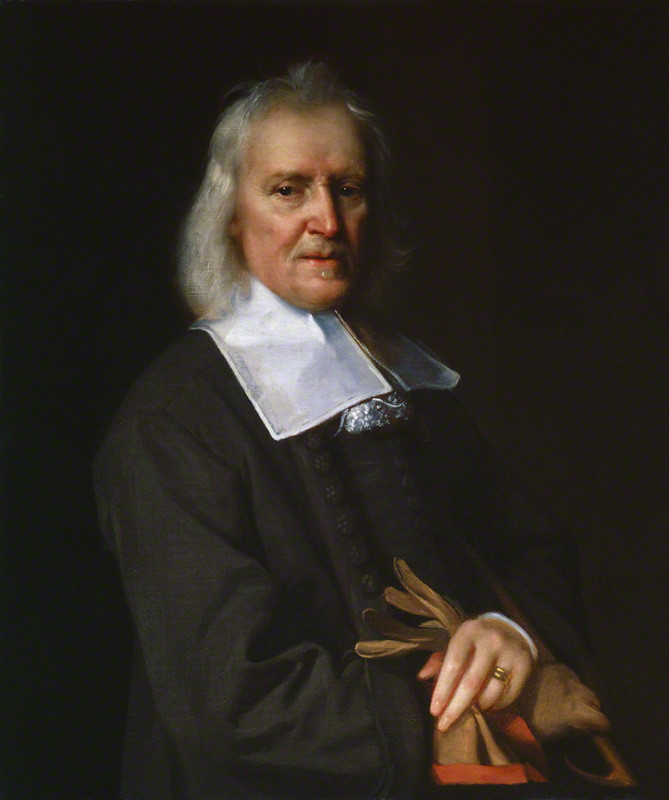
アイザック・ウォルトンの肖像、ナショナル・ポートレート・ギャラリー蔵。

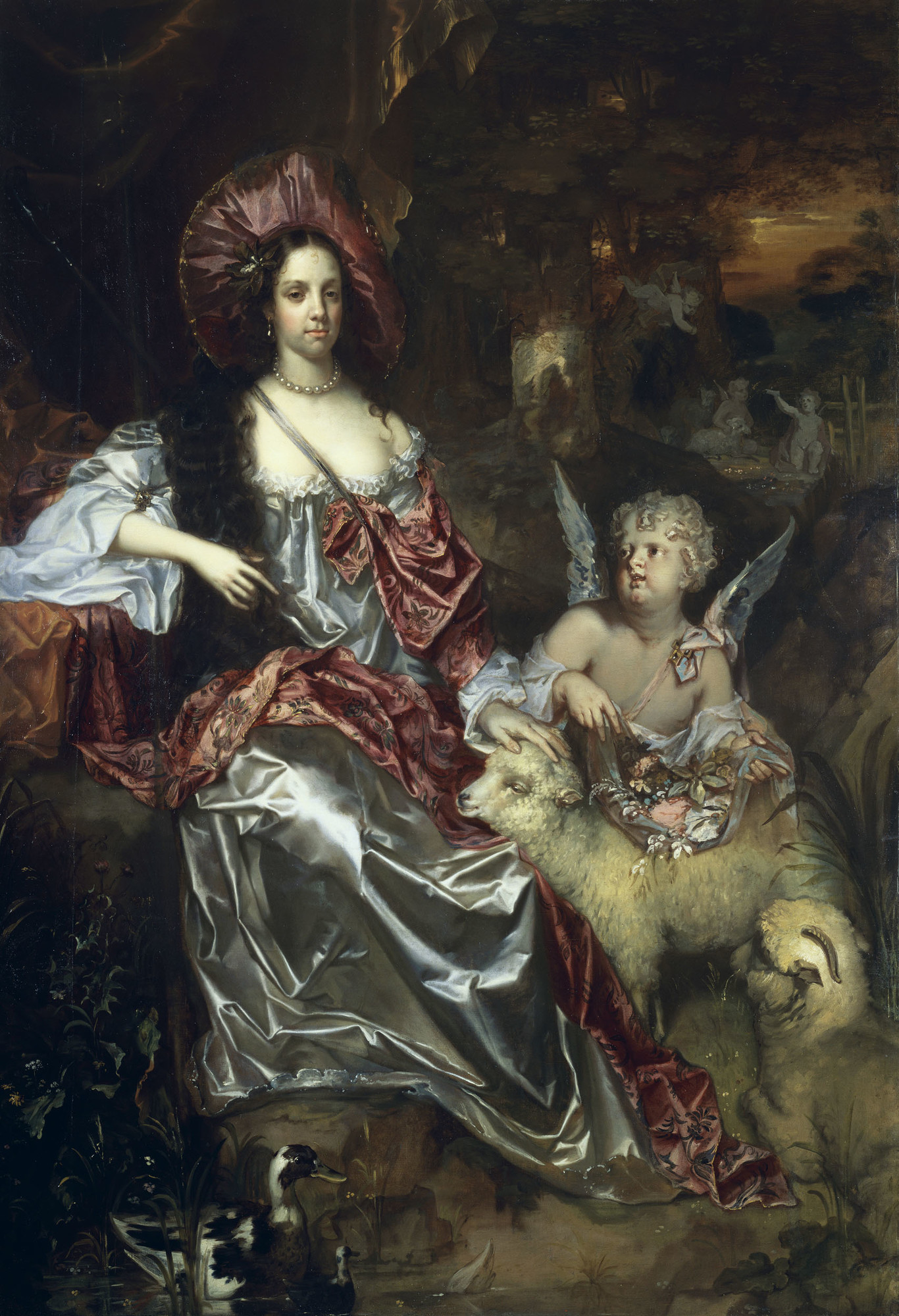
キャサリン・オブ・ブラガンザの肖像、ナショナル・ポートレート・ギャラリー蔵。

ヤコブ・ユイスマンス（Jacob Huysmans、1633年ころ - 1696年）は、フランドル出身の肖像画家。王政復古期、チャールズ2世治下のイングランドへ移り住み、宮廷画家として人気を博した。おもな肖像画作品としては、アイザック・ウォルトンや、チャールズ2世の王妃キャサリン・オブ・ブラガンザを描いたものがあり、これら2作品はロンドンのナショナル・ポートレート・ギャラリーに展示されている。

## 生涯
ユイスマンスは、アントウェルペンの芸術家の一族に生まれた。ユイスマンスは、ジャン＝バプテスト・ユイスマンス (Jan-Baptiste Huysmans) やコルネリス・ユイスマンス (Cornelis Huysmans) のおじである。ヒリス・バッケレール (Gilles Backereel) とフランス・ボウタース (Frans Wouters) の下で絵画を学んだ後、ユイスマンスはイングランドへ移り住み、後にはデヴィッド・デス・グランジズ（David des Granges、1611年 – 1675年）に影響を与えた。ユイスマンスの初期の作品は、アンソニー・ヴァン・ダイクの作品のパスティーシュといった趣きのものであった。ローマ・カトリック教会の信徒だったユイスマンスは、キャサリン・オブ・ブラガンザのお気に入りであった。1664年8月26日に、ウェストミンスターにあったユイスマンスの画室を訪れたサミュエル・ピープスは、ユイスマンスのことを「絵描き...リリー（ピーター・レリーを指す）を凌ぐ腕前と言う」と日記に書き記した。このときピープスは、ユイスマンスが描いたキャサリン・オブ・ブラガンザの称像画の中でも最も重要な作品である『羊飼い姿の王妃キャサリン (Queen Catharine as a Shepherdess)』（1664年ころ：イギリス王室蔵）を見ている。ユイスマンスにとって、刺繍や宝石で飾られた衣装を身に着けた羊飼いの姿に女性を描くことは、定番のスタイルであった。
ユイスマンスは、1696年にロンドンのジャーミン・ストリート (Jermyn Street) で没した。

## 作品例

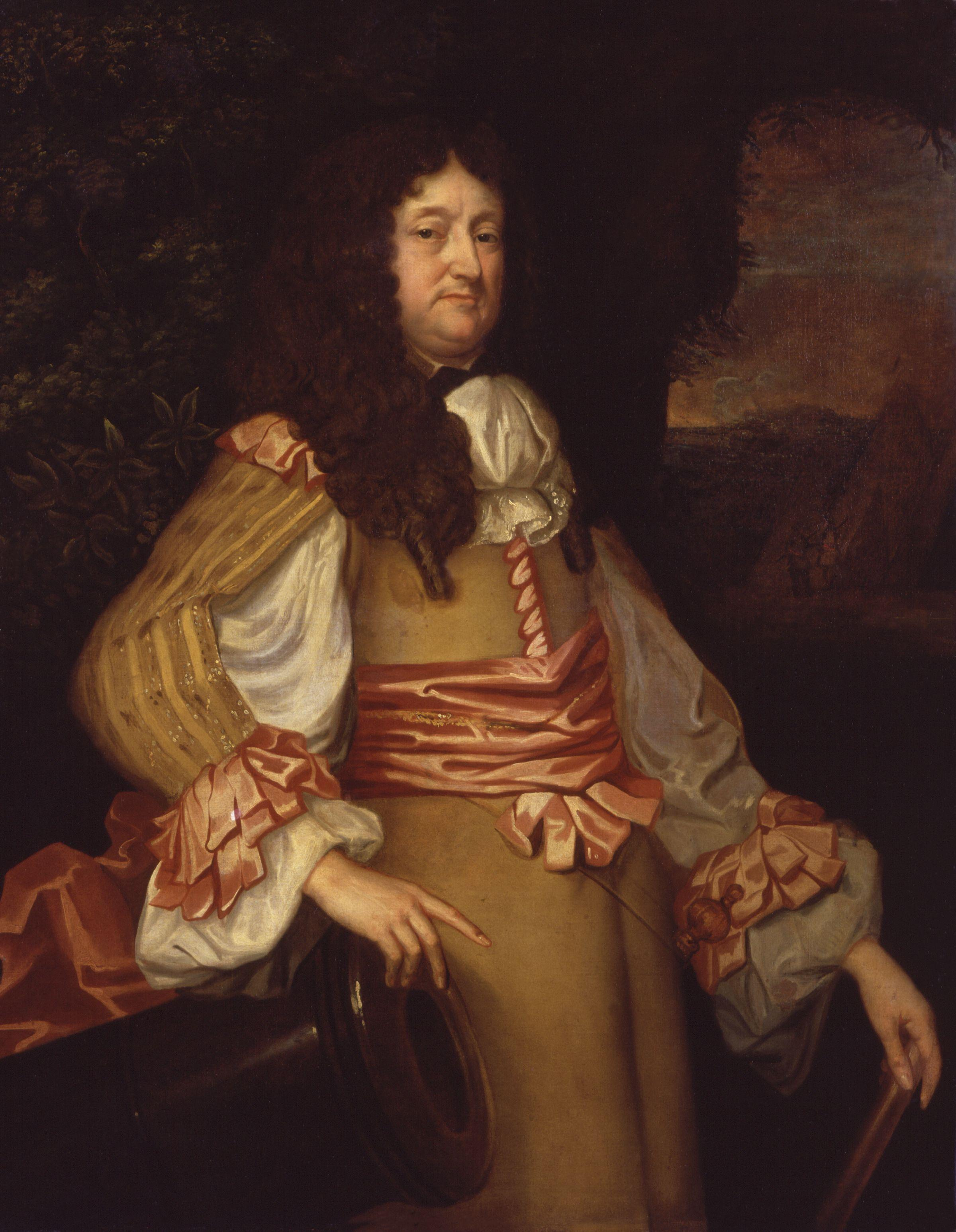
ウィリアム・レッグ (イングランド将校)